# Proteine dell'uovo
Le proteine dell'uovo in polvere sono una fonte di proteine alimentari in forma di supplemento dietetico.

## Caratteristiche
Le proteine dell'uovo in polvere sono solitamente meno comuni rispetto ad altre forme di supplementi proteici come le proteine del siero di latte, la caseina, o le proteine della soia. In commercio esistono sia le polveri composte dal solo albume (ovoalbumine) che quelle composte da uova intere tramite diversi metodi di lavorazione. Le polveri a base di uova intere contengono anche i grassi e il colesterolo normalmente contenuti nell'uovo. Il maggiore contenuto di altri nutrienti o elementi riduce la percentuale proteica totale.
Le proteine dell'uovo intero sono considerate tra le fonti di maggiore qualità in assoluto. Esistono diversi metodi per misurare la qualità delle proteine, ma essa risulta variabile in base allo specifico metodo di misurazione della qualità proteica. Ad esempio, le uova potrebbero risultare la migliore fonte proteica secondo alcuni indici di qualità proteica, mentre per altri potrebbe essere inferiore ad altri cibi. Indici importanti come il punteggio chimico (chemical score) e il valore biologico (BV, Biological Value) usano proprio l'uovo come proteina di riferimento, attribuendogli il valore più alto (100). Le uova intere esprimono il valore più alto (rispettivamente 3.9 e 94) secondo il Protein Efficiency Ratio (PER) e il Net Protein Utilization (NPU), e risultano ancora tra le fonti col valore più alto in assoluto nella scala del PDCAAS (1.00). È interessante notare che le proteine dell'uovo intero sono spesso risultate, a seconda dell'indice di qualità, superiori a molte altre fonti proteiche di alta qualità come quelle della carne rossa, della caseina e del siero di latte. Il più recente PDCAAS è stato indicato come sistema ideale per classificare le proteine in base alla loro capacità di soddisfare i fabbisogni dell'uomo, e secondo questo indice le uova esprimono un valore superiore alla carne e pari alle proteine del siero di latte. Tuttavia, secondo alcuni indici di qualità citati, come il valore biologico o il PER, le proteine contenute nel solo albume d'uovo non presentano una qualità paragonabile alle proteine dell'uovo intero. La qualità proteica del solo albume è risultata infatti inferiore rispetto a quella ottenuta dall'uovo intero. Proprio per questo motivo, alcuni autori hanno suggerito di combinare il bianco d'uovo con 1 o 2 tuorli d'uovo, al fine di aumentare la qualità delle proteine del pasto. In realtà, secondo altri indici di qualità come il più recente PDCAAS, anche le proteine del bianco d'uovo sono riconosciute con il massimo valore di qualità, come l'uovo intero o le proteine del siero di latte (1.00).
Il bianco d'uovo cotto è risultato essere una fonte proteica a lenta digestione (2.8 g/h contro 8-10 g/h delle whey isolate), ma questi dati sono basati su quanto osservato dal consumo dell'albume fresco e cotto, non sulla polvere proteica. Comunque l'uovo intero è stato giudicato come una delle fonti proteiche dalla maggiore digeribilità assieme a latte e formaggi, con un punteggio del 97%, una digeribilità superiore a quella osservata per le proteine della carne o del pesce (94%). Questo significa che per ogni 100 g di proteine assunte dall'uovo, circa 97 grammi verrebbero digeriti e assimilati. Nonostante anche questi dati siano basati sul consumo di uova intere in forma di alimento, con una funzionalità efficiente del tratto digestivo non ci sarebbe motivo di credere che una polvere proteica sia digerita molto meglio o abbia un maggiore impatto sulla crescita rispetto alle proteine alimentari ottenute dal cibo intero. Per questo tali dati potrebbero essere validi anche per le proteine dell'uovo intero in polvere. Le poche analisi sulle proteine dell'uovo in polvere hanno rilevato un aumento degli amminoacidi ematici entro tempi simili a quelli osservati a seguito dell'assunzione di fonti proteiche definite "rapide" come le proteine del siero di latte isolate. Questa ricerca ha però somministrato le proteine dell'uovo intero, probabilmente con un maggiore contenuto di grassi, i quali possono rallentare i processi digestivi.
I principali vantaggi dell'uso di proteine dell'uovo in polvere potrebbero essere la maggior convenienza. Il costo di un supplemento proteico dell'uovo può essere più basso di altre polveri proteiche, e un misurino può sostituire il consumo di molte uova. Dal momento che l'albume di un uovo può contenere approssimativamente 3.5 g di proteine, per raggiungere le quantità proteiche di un ipotetico misurino di polvere proteica da 30 g (con una media di 20 g netti di proteine), sarebbe necessario consumare gli albumi di circa 6 o 7 uova. Un uovo intero grande invece può contenere circa 6 g di proteine, quindi il contenuto proteico di 3 uova intere grandi potrebbe corrispondere a quello di un misurino da 30 g (con meno di 20 gr contenuti). Un altro pregio delle proteine dell'uovo in polvere può essere l'idoneità per i soggetti intolleranti alle più comuni proteine del latte. Alcuni difetti delle proteine dell'uovo in polvere segnalati possono essere la scarsa solubilità e la reputazione di provocare flatulenza.

## La ricerca
La ricerca sull'analisi dell'impatto delle proteine dell'uovo in polvere è piuttosto limitata, e non sembrano essere stati condotti studi comparativi per determinare eventuali differenze come le altre varie tipologie di proteine in polvere. In uno studio condotto da Andersen et al. (2005) vennero somministrati ai soggetti 25 g di una miscela proteica composta da proteine del siero di latte, caseina e bianco d'uovo prima e dopo l'allenamento trisettimanale, e a distanza di 14 settimane vennero ottenuti risultati maggiori sull'ipertrofia e sulla prestazione rispetto al gruppo che assumeva una soluzione isocalorica (parità di calorie) di soli carboidrati (maltodestrina) al posto delle proteine. Ma ancora non è possibile stabilire se e quanto la proteina dell'uovo avesse avuto un ruolo nel favorire questi guadagni, né vennero paragonate le sole proteine dell'uovo ad altre tipologie proteiche in condizioni isocaloriche, per tanto non è possibile estrapolare alcun dato rilevante da questo studio circa la loro qualità o la loro funzionalità.
Il primo vero e proprio studio sulle proteine dell'uovo venne condotto da Mekata et al. (2008). I ricercatori vollero verificare le differenze nella percezione dello sforzo (scala RPE) e nella biochimica del sangue a seguito di una corsa di 12 km tra l'assunzione pre-esercizio di proteine del bianco d'uovo in polvere in 4 differenti quantità, cioè 0, 5, 10 e 20 gr su corridori di endurance. Tutte le bevande (200 ml d'acqua) condividevano lo stesso apporto calorico (86 kcal), poiché la differenza era compensata dall'aggiunta di destrina, un carboidrato polimero del glucosio. Di conseguenza, la soluzione da 20 gr di proteine dell'uovo non conteneva carboidrati, ma meno proteine erano presenti nella soluzione, e più carboidrati sostituivano questa riduzione. La soluzione da 0 gr di proteine conteneva quindi solo carboidrati. I corridori assunsero la bevanda circa 1 ora prima della prestazione. L'assunzione pre-esercizio di 20 g di proteine mostrò i minori cambiamenti ematici, mentre l'assunzione di carboidrati pre-esercizio determinò le maggiori differenze. La percezione dello sforzo (RPE) non è risultata differente tra i 4 gruppi. I risultati ottenuti dall'assunzione della bevanda a base di sole proteine del bianco d'uovo hanno prevedibilmente rivelato l'inferiore aumento della glicemia, l'inferiore aumento degli FFA, un basso aumento dell'insulina e il maggiore aumento del cortisolo. La ricerca tuttavia non ha analizzato le proprietà delle proteine dell'uovo in paragone ad altre fonti proteiche.
Moore et al. (2009) condussero uno studio dose-risposta su un integratore di proteine dell'uovo intero confrontando l'impatto di 5 g, 10 g, 20 g, e 40 g (in 400 ml d'acqua) somministrati dopo l'esercizio con i pesi a digiuno di prima mattina. Dopo il consumo del supplemento, il tasso di sintesi proteica muscolare è stato monitorato per 4 ore. I risultati della ricerca suggerirono che la sintesi proteica muscolare fosse stimolata nel suo massimo con 20 g di proteine dell'uovo (1.7 g di leucina). È stato inoltre osservato che al doppio di questa dose (40 g, 3.4 g di leucina), non vennero notate differenze significative nella sintesi proteica muscolare. In questo studio però non vennero paragonate le proteine dell'uovo in polvere con altre polveri proteiche. L'informazione che si può estrapolare, è che dopo l'assunzione di 20 e 40 g, il livello di amminoacidi nel sangue (BCAA, EAA e leucina) aumentò dopo circa 45 minuti, e dopo l'assunzione di 40 g queste concentrazioni si mantennero elevate per tutta la durata del test, ovvero per 4 ore. Queste tempistiche di assimilazione non sembrano essere troppo dissimili da quelle osservate dopo l'assunzione di altre polveri proteiche considerate "ad assimilazione rapida", come le proteine del siero di latte, pur considerando che le proteine in polvere da uovo intero possono contenere quantità considerevoli di grassi, che provocano un rallentamento digestivo. Uno studio di Power (2009) ad esempio osservò che una dose di 45 gr di proteine del siero di latte isolate (in 500 ml d'acqua) causava il picco di amminoacidi ematici in 50 minuti. Le concentrazioni di insulina raggiunsero il picco a 60 minuti dall'ingestione, e rimasero ad un livello sufficientemente elevato da massimizzare il bilancio proteico per 2 ore approssimative.
Bisogna considerare che le proteine utilizzate nello studio di Moore provenivano dall'uovo intero, per tanto sarebbe errato scambiare i risultati forniti come validi anche per le proteine del solo bianco d'uovo in polvere. Inoltre, in assenza di studi comparativi, non è possibile stabilire con chiarezza la qualità delle proteine in polvere dell'uovo intero o del solo albume in rapporto ad altre comuni polveri proteiche come quelle del siero di latte, della caseina, o della soia. Considerando gli elevati punteggi attribuiti all'uovo dai vari indici di qualità, non molto diversi dai punteggi delle proteine del siero di latte, è presumibile che le proteine in polvere dell'uovo intero siano paragonabili in termini di qualità. Le proteine in polvere dal solo albume d'uovo potrebbero essere considerate fonti di qualità leggermente inferiore, anche se ciò non è supportato da tutti gli indici di qualità proteica (come il PDCAAS).